# Parafia św. Pawła Apostoła w Radomiu
Parafia pw. Świętego Pawła Apostoła w Radomiu – parafia rzymskokatolicka usytuowana w Radomiu. Należy do dekanatu Radom-Wschód diecezji radomskiej. W parafii tej mieści się Sanktuarium Fatimskie, do którego zjeżdżają się mieszkańcy Radomia i okolic. W kaplicy Fatimskiej umieszczone są relikwie błogosławionych dzieci fatimskich.

## Historia
25 kwietnia 1982 bp Edward Materski otrzymał zgodę władz państwowych na budowę kościoła i plebanii w Janiszpolu i powołał tam ośrodek duszpasterski. 26 grudnia 1982 bp Edward Materski poświęcił krzyż i plac pod budowę świątyni. Pierwszy duszpasterz, wikariusz parafii pw. Najświętszego Serca Jezusowego na Glinicach ks. Kazimierz Kapusta wybudował w latach 1983–1985 w stanie surowym boczną kaplicę przyszłego kościoła. Wmurowanie kamienia węgielnego, który poświęcił Jan Paweł II, miało to miejsce 15 października 1983. Kaplica została oddana do użytku w 1985. Parafię pw. św. Pawła erygował 1 marca 1988 bp Edward Materski. Kościół, wg projektu arch. Henryka Włodarczyka i konstr. Marka Komorowskiego z Radomia, został zbudowany w latach 1989–1996 staraniem ks. Wiesława Taraski. Świątynię w stanie surowym poświęcił bp Edward Materski 24 listopada 1996. Wtedy też oddano świątynię do użytku. Autorem wystroju kościoła jest Maciej Kauczyński z Krakowa. Konsekracji kościoła dokonał bp Zygmunt Zimowski 13 maja 2007. Świątynia jest ośrodkiem kultu Matki Bożej Fatimskiej w Radomiu.

## Zasięg parafii
Do parafii należą wierni z Radomia mieszkający przy ulicach: Bacewicz, Bacha, Banacha (od nr. 93 do końca), Bieszczadzka, Derkacz, Gauze, Gołaszewskiego, Grota-Roweckiego, Iwaszkiewicza (nr. 21), Jastrzębskiego, Leszczynowa, Majowa, Mikosa, Osińskiego, Ks. Paciaka, Równoległa (nr. 2a), Rumiankowa, Ks. Skargi, Słowackiego (od nr. 276 do końca), Sołtykowska (od nr. 111 do końca), Stadnickiej, Szeroka Droga, Wiertnicza (od nr. 32 do końca), Wnukowskiego, Wronckiej oraz wsie: Maków Nowy (do nr. 55), Makowiec (ul. Grota-Roweckiego).

## Proboszczowie
- ks. prał. Wiesław Taraska (1986–2007)
- ks. kan. Jerzy Szpytma (2007-2025)
- ks. Jacek Mizak (od 2025)